# ユピテル、ネプトゥヌスとプルート
『ユピテル、ネプトゥヌスとプルート』（伊: Giove, Nettuno e Plutone, 英: Jupiter, Neptune and Pluto）は、イタリアのバロック期の巨匠ミケランジェロ・メリージ・ダ・カラヴァッジョが制作した唯一の壁画である。ローマのヴィッラ・ボンコンパーニ・ルドヴィーシ として知られる館の小部屋天井に石膏上に油彩という技法で描かれており、フレスコ画ではないが、誤って、そのように言及されることもある。制作年は特定できないものの、1599年と考える研究者が多い。この絵画は長い間、見向きもされず忘れ去られていたもので、ようやく1969年になって再発見された。カラヴァッジョの真筆であることを疑問視する研究者も少なくなかったが、1989年から1990年にかけての修復後は真筆作品として広く認められるようになった。

## 作品
1596年、カラヴァッジョのパトロンであったフランチェスコ・マリア・デル・モンテ枢機卿は、後にヴィッラ・ボンコンパーニ・ルドヴィーシとして知られるようになった館を購入した。本作はこの館の実験室天井に描かれている。伝記作家ジョヴァンニ・ピエトロ・ベッローリは、作品について以下のように記述している。

またローマのポルタ・ピンチャーナ近くのルドヴィーシの庭園にある『ユピテル、ネプトゥヌス、プルート』も彼 (カラヴァッジョ) の手になるといわれている。これはデル・モンテ枢機卿が所有していた建物の中にあるのだが、枢機卿は化学薬品に関心を持っていたので、実験室である小部屋を装飾し、神々の中央に天球儀を置くとともに、その神々に諸要素を代表させたのである。カラヴァッジョは、平面も遠近法も理解していないという非難を意識して、下から見上げたときの人体を配置するように努力し、それによってもっともむずかしい短縮法に挑もうとしたといわれる。実際、これらの神々は油彩で描かれている。というのは、ミケーレは一度もフレスコ画に手を染めたことがなかったからである。

ベッローリの述べる通り、カラヴァッジョの目標の1つは、遠近法を把握していないと主張する批評家を否定することであった。画面上部の ユピテル、画面下部中央のネプトゥヌス、下部左側のプルートの3人の神々は、「ディ・ソット・イン・ス (仰視法)」、すなわち下から見上げたように、可能な限り最も劇的な前面短縮法で描かれている。マントヴァのパラッツォ・デル・テにあるジュリオ・ロマーノの壁画に想を得たものであろう。一方、本作の図像プログラムはデル・モンテ枢機卿によるものと思われるが、神々や動物の表現にはカラヴァッジョらしさがうかがわれる。

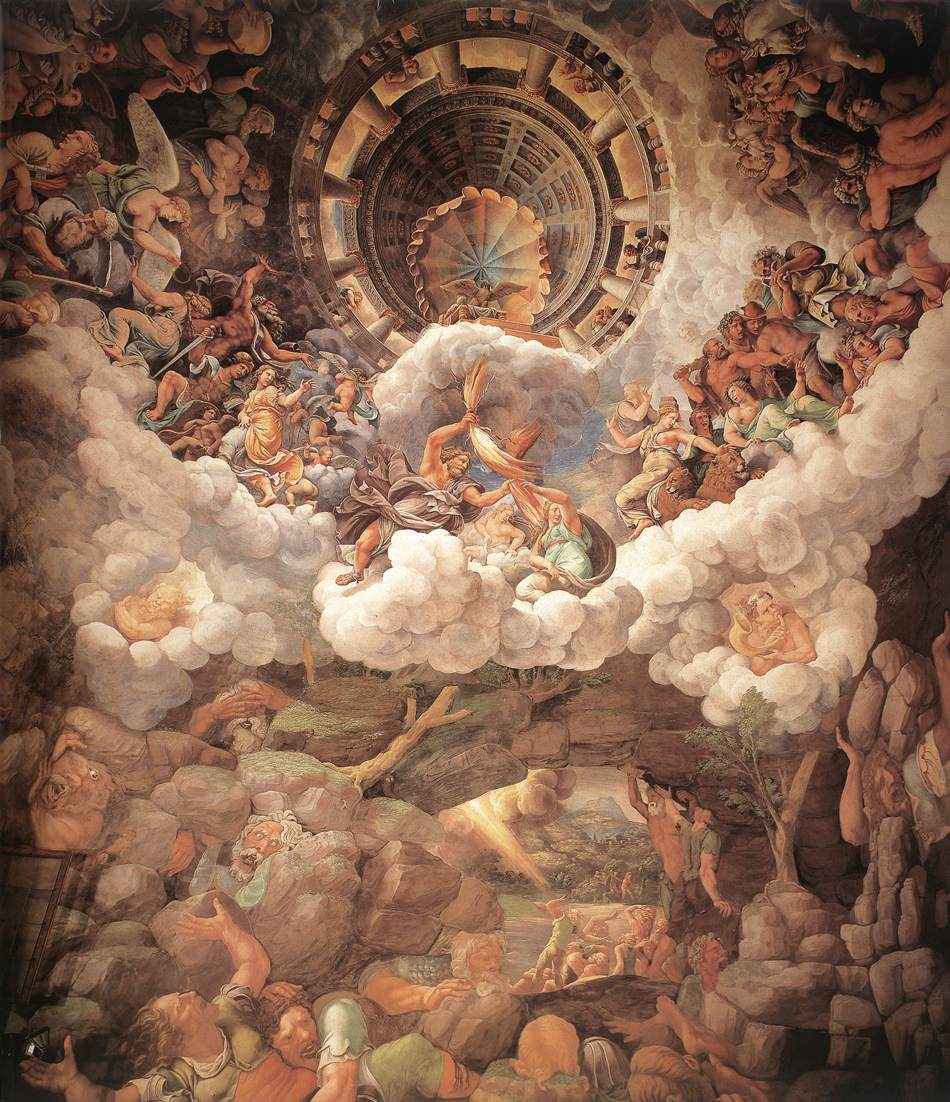
ジュリオ・ロマーノ「巨人の間の壁画」 (1526-1534年)、パラッツォ・デル・テ、マントヴァ

神々たちは、カラヴァッジョが常に生身のモデルを前に描いたという主張とは矛盾している。画家は3人の神すべてに自分の肖像を当てはめたようである。それぞれの神は自身の動物によって特定できる。すなわち、ユピテルは鷲によって、ネプトゥヌスはヒッポカムポスによって、そしてプルートは3頭の犬ケルベロスによって認識される。
デル・モンテ枢機卿は錬金術に強い関心を持っていたが、カラヴァッジョは本作でパラケルススの錬金術の寓意を描いている。ユピテル（英語で「木星」も意味する）は硫黄を表し、ネプトゥヌス　(英語で「海王星」も意味する）は水銀を表し、プルート（英語で「冥王星」も意味する）は塩を表している。また、ユピテルは空気を、ネプトゥヌスは水を、プルートは土を表す。四大元素とするには火が欠けているが、当時の科学思想では、火はほかの3要素の融合によって生まれると考えられていたので不要であったと解釈されている。なお、ユピテルは、太陽が地球の周りを回転する天球を動かすために手を差し伸べている。ガリレオ・ガリレイはデル・モンテ枢機卿の友人であったが、当時はまだ宇宙論に足跡を残してはいなかった。
なお、ヴィッラ・ボンコンパーニ・ルドヴィーシはルドヴィーシ家の所有物であり、要望に応じて訪問可能である。